# Ханжество
Ха́нжество — показная, демонстративная, притворная форма благочестия и набожности; в широком смысле слова — лицемерие.
Ханжество — это негативное моральное качество личности, выражающееся в склонности к маскировке своих эгоистических или неблаговидных поступков под заботу о нравственности и добродетели.
Ханжество может трактоваться как разновидность морального формализма.
В Талмуде образ действия религиозных ханжей характеризуется, как очень предосудительный; всякая набожность для виду, не соответствующая внутреннему образу мыслей, называется безнравственной; осуждению ханжей и лицемеров посвящены многочисленные изречения.

## Этимология
По Фасмеру, слово «ханжа» в нескольких разных диалектах русского языка имело первоначальное значения «бродяга» и предположительно происходит через турецкое χаdžу («паломник») от арабского «ходжа».

## Основные характеристики ханжества
Основные характеристики ханжества:
- демонстративность поведения;
- несоответствие демонстрируемых человеком добродетелей его истинной сущности.

Ханжество может быть сознательным (лицемерным) и бессознательным (неосознанным). Ханжество в форме сознательного лицемерия проявляется в своего рода «ношении маски» высокоморальной личности при явном осознанном несоответствии реального морального облика «маске» праведника. Ханжество в неосознанном виде может быть своего рода ложью самому себе, не вполне осознанным стремлением выделиться, завоевать доверие или уважение.
В речеповеденческой сфере ханжа использует все резервы лжи, демагогии, софистики; в частности, активно используются расплывчатые понятия («нравственность», «духовность», «справедливость», «честность», «благородство», «гуманизм», «помощь», «принципиальность» и под.). Размытость семантики этих слов позволяет делать широкие и неверифицируемые заявления о наличии/отсутствии тех или иных качеств как у себя, так и у окружающих. Ещё одна особенность — обильное использование оценочных суждений, особенно эмоционально выраженных, которые призваны заблокировать у слушателей стремление подвергнуть рациональной проверке обоснованность этих оценок. Попытка такую проверку предпринять провоцирует у ханжи обычно вполне театральную реакцию гнева, возмущения, негодования и тому подобного. Все это делает дискуссии с ханжой заведомо бесперспективными, противостояние мыслимо не в сфере слов, а в области изобличающих ханжу фактов.

### Психология ханжества
Ханжество скрывает за собой недоверие к людям, подозрительность, пренебрежительное отношение, стремление манипулировать другими. Оно является отрицательной формой приспособительной реакции человека к моральным требованиям общества. Одной из причин, способствующих проявлениям ханжества является утрированная религиозная мораль, чрезмерно акцентировавшая понятия греха, аскезы и т. д. Иногда ханжами становятся те, кто сам делает нечто, что вызывает порицание. Таким образом человек оправдывает себя перед собой. Нередко ханжество представляет собой скрытый конфликт, который может реализоваться в форме невроза.
Д. фон Гильдебранд указывает на проблематичность однозначной оценки поведения как ханжеского. Сокрытие реальных черт собственной жизни и её расхождение с декларируемыми нормами и идеалами может свидетельствовать не о нечестности в строгом понимании этого слова, а о наличии критики к себе со стремлением защитить окружающих от вредоносного влияния собственного поведения, переменить которое по тем или иным причинам оказывается невозможно.

## Словоупотребление
Сходные понятия: фарисейство, пустосвятство, лицемерие, двуличность, двоемыслие.
Человек, склонный к ханжеству, называется ханжа́. Сходные понятия: святоша, пустосвят, лицемер.

## Пустосвятство
Пустосвятство является формой религиозного поведения, занимающей промежуточное положение между ханжеством и суеверием. По словам Д. И. Фонвизина, «пустосвят почти никогда к обедне не поспевает. Он бежит в церковь отнюдь не затем, чтоб с умилением сердечным Богу помолиться, но чтоб перецеловать все иконы, которые губами достать сможет». В современной церковной практике употребляются схожие термины «обрядоверие» и «лубочное православие».
Иногда ханжество в сфере религии принимает крайние формы прямой фальсификации с намеренным созданием эрзаца (обычно для получения социальных, материальных и иных выгод).
Такого рода симулятивные практики часто эксплуатируют невежество окружающих, а равно и все виды наивной социальной мифологии, которая иногда встречается и в религиозной сфере (наивная установка «Что ни поп, то батька» основана именно на мифологическом мышлении и мировосприятии).

## Ханжество в литературе
Ханжи и пустосвяты часто появлялись на страницах литературных произведений, таких как «Декамерон» Боккаччо (новеллы I, 1; I, 6; VI, 10), «Гаргантюа и Пантагрюэль» Рабле, «Тартюф, или Обманщик» Мольера, «Жизнь» Мопассана, «Дождь» Моэма в западной литературе, стихи Хайяма и Руми — в восточной.

Франц не делает различия между серьезной музыкой и музыкой развлекательной. Это различие кажется ему старомодным и ханжеским. Он любит рок и Моцарта в одинаковой степени.— Милан Кундера
В России типы ханжей одними из первых вывели Антиох Кантемир (Сатира I) и Ломоносов:
Мышь некогда, любя святыню,

Оставила прелестной мир,

Ушла в глубокую пустыню,

Засевшись вся в галланской сыр.
Ханжи появляются в произведениях Александра Куприна («Ханжушка»), Островского («Гроза», «На всякого мудреца довольно простоты»), Достоевского («Село Степанчиково и его обитатели»), Салтыкова-Щедрина («Господа Головлёвы»). Современные российские авторы, например, Александр Дельфинов, пишут о специфическом пост-советском ханжестве.
Многие рубаи Омара Хайяма посвящены обличению ханжей.